# Guerra dei Farrapos
La Guerra dei Farrapos o degli Straccioni o Rivoluzione Farroupilha o Decenio Eroico fu una serie di conflitti armati che fra il 1835 e il 1845 interessarono le province brasiliane di Rio Grande do Sul e di Santa Catarina e che opposero da una parte la Repubblica Riograndense e la República Juliana e dall'altra l'Impero del Brasile.

## Etimologia del nome
L'origine del nome e da rintracciare nel fatto che le file dei ribelli erano soprattutto formate dai gaucho, i commercianti, la piccola borghesia, gli intellettuali che gli imperiali chiamavano con disprezzo «farrapos», ovvero straccioni. Per questo la guerra per l'indipendenza del Rio Grande è passata alla storia con il nome di guerra dei Farrapos o rivoluzione farroupilha.

## Motivi della rivoluzione
La ragione della rivolta si ritrova sia negli eccessivi oneri fiscali a cui il Rio Grande è soggetto, sia nel disinteresse del governo centrale nei confronti dello sviluppo delle industrie locali e dell'esportazione di pellame.

## Guerra dei Farrapos
Il 20 settembre 1835 i liberali, comandati dal ricco proprietario terriero e colonnello dell'esercito imperiale Bento Gonçalves da Silva, conquistano Porto Alegre, sede del governo della provincia, che si trasferisce a Rio Grande. Un anno dopo gli imperiali rioccupano Porto Alegre e si impadroniscono della fascia costiera, controllandola con una flotta comandata dall'ammiraglio inglese John Pascoe Greenfell. I riograndensi da quel momento assedieranno il capoluogo (fino al 1841) e combatteranno nelle zone interne. 
Il 16 settembre 1836 i rivoluzionari vincono sugli imperiali a Seival e proclamano l'indipendenza della repubblica riograndense.
Solo pochi giorni dopo, all'inizi di ottobre, sono nuovamente sconfitti nell'isola di Fanfa, dove Gonçalves viene catturato con cinquecento uomini. Nonostante sia in mano nemica, il 6 novembre a Piratinim, capitale provvisoria della Repubblica, viene eletto Presidente costituzionale. Tra gli uomini catturati con lui c'è l'italiano Livio Zambeccari, allontanatosi dall'Italia dopo i moti del 1821. È un carbonaro con simpatie mazziniane che nel 1834 a Porto Alegre aveva iniziato la pubblicazione del giornale O Republicano. Secondo lo storico Domenico Bartolotti sarebbero «suoi alcuni infiammanti proclami di Bento Gonçalves; come pure egli ideò e compose il vessillo della nuova repubblica». Dalla prigione di Santa Cruz Zambeccari è in contatto con Rossetti, che gli propone di affidare a Garibaldi un incarico per la guerra di corsa, da intraprendere lungo le coste del Brasile in nome della repubblica riograndense. L'idea, per la quale i ribelli avevano iniziato a ingaggiare corsari di diverse nazionalità, era quella di danneggiare il commercio marittimo per portare la rivolta all'attenzione delle grandi potenze europee.

## Fine della guerra
La Repubblica Riograndense nel corso della guerra aveva subito enormi perdite. L'ultimo combattimento della guerra dei Farrapos è avvenuto in territorio uruguaiano. Il 29 dicembre 1844 le forze imperiali comandate dal colonnello Vasco Alvez Pereira sconfiggono le truppe riograndensi. Dopo di ciò è necessaria una negoziazione di pace. La pace viene firmata nella località di Poncho Verde tra il barone di Caxias e il comandante David Canabarro. Grande assente è il leader ribelle Bento Gonçalves.

## Cinematografia
Nel 2004 Garibaldi, l'eroe dei due mondi, nota anche con il nome di La casa delle sette donne, telenovela prodotta in Brasile nel 2003 da Rede Globo, composta da 60 episodi (53 in Italia) da 50 minuti circa ciascuno.
Nel 2012 Anita Garibaldi, fiction mini serie (2 puntate) per la televisione (Rai 1), di Claudio Bonivento, con cast Valeria Solarino e Giorgio Pasotti. Musiche di Amedeo Minghi.